# Premi Platino a la millor direcció d'art
El Premi Platino a la millor direcció artística és lliurat anualment, des de la segona edició dels premis en 2015, per la Entitat de Gestió de Drets dels Productors Audiovisuals (EGEDA), la Federació Iberoamericana de Productors Cinematogràfics i Audiovisuals (FIPCA) i les acadèmies de cinema iberoamericanes. Poden optar per a aquesta categoria els "creatius encarregats de la concepció visual de la pel·lícula, encarregat de l'estratègia estètica per a crear l'atmosfera adequada en la qual es desenvolupi la història, l'ambientació i l'escenografia de l'obra".

## Guanyadores i finalistes
Indica la pel·lícula guanyadora en cada edició.

### 2010s
| Edició                              | Pel·lícula                                | Direcció                            | Ref.   |
| ----------------------------------- | ----------------------------------------- | ----------------------------------- | ------ |
| 2015 II edició dels Premis Platino  | Relatos salvajes                          | Clara Notari                        | [ 2 ]  |
| 2015 II edició dels Premis Platino  | Conducta                                  | Erick Grass                         | [ 3 ]  |
| 2015 II edició dels Premis Platino  | La isla mínima                            | Pepe Domínguez                      | [ 3 ]  |
| 2015 II edició dels Premis Platino  | Mr. Kaplan                                | Gustavo Ramírez                     | [ 3 ]  |
| 2015 II edició dels Premis Platino  | Pelo malo                                 | Matías Tikas                        | [ 3 ]  |
| 2016 III edició dels Premis Platino | El abrazo de la serpiente                 | Angélica Perea                      | [ 4 ]  |
| 2016 III edició dels Premis Platino | As Mil e Uma Noites: Volume 2, O Desolado | Bruno Duarte, Artur Pinheiro        | [ 5 ]  |
| 2016 III edició dels Premis Platino | El Clan                                   | Sebastián Orgambide                 | [ 5 ]  |
| 2016 III edició dels Premis Platino | Ixcanul                                   | Pilar Peredo                        | [ 5 ]  |
| 2016 III edició dels Premis Platino | La novia                                  | Jesús Bosqued Maté, Pilar Quintana  | [ 5 ]  |
| 2017 IV edició dels Premis Platino  | Un monstre em ve a veure                  | Eugenio Caballero                   | [ 6 ]  |
| 2017 IV edició dels Premis Platino  | Cartas da Guerra                          | Nuno Gabriel De Mello               | [ 7 ]  |
| 2017 IV edició dels Premis Platino  | La luz incidente                          | Ailí Chen                           | [ 7 ]  |
| 2017 IV edició dels Premis Platino  | La reina de España                        | Juan Pedro de Gaspar                | [ 7 ]  |
| 2017 IV edició dels Premis Platino  | La muerte de Luis XIV                     | Sebastián Vogler                    | [ 7 ]  |
| 2018 V edició dels Premis Platino   | Zama                                      | Renata Pinheiro                     | [ 8 ]  |
| 2018 V edició dels Premis Platino   | Handia                                    | Mikel Serrano                       | [ 9 ]  |
| 2018 V edició dels Premis Platino   | La cordillera                             | Sebastían Orgambide, Micaela Saiegh | [ 9 ]  |
| 2018 V edició dels Premis Platino   | Una mujer fantástica                      | Estefanía Larraín                   | [ 9 ]  |
| 2018 V edició dels Premis Platino   | Estiu 1993                                | Mónica Bernuy                       | [ 9 ]  |
| 2019 VI edició dels Premis Platino  | Pájaros de verano                         | Angélica Perea                      | [ 10 ] |
| 2019 VI edició dels Premis Platino  | El hombre que mató a Don Quijote          | Benjamín Fernández                  | [ 11 ] |
| 2019 VI edició dels Premis Platino  | O Grande Circo Místico                    | Artur Pinheiro                      | [ 11 ] |
| 2019 VI edició dels Premis Platino  | Roma                                      | Eugenio Caballero                   | [ 11 ] |

### 2020s
| Edició                               | Pel·lícula                  | Direcció                        | Ref.   |
| ------------------------------------ | --------------------------- | ------------------------------- | ------ |
| 2020 VII edició dels Premis Platino  | Mientras dure la guerra     | Juan Pedro de Gaspar            | [ 12 ] |
| 2020 VII edició dels Premis Platino  | Insumisas                   | Alexis Álvarez                  | [ 13 ] |
| 2020 VII edició dels Premis Platino  | La trinchera infinita       | Pepe Domínguez                  | [ 13 ] |
| 2020 VII edició dels Premis Platino  | Las niñas bien              | Claudio Ramírez Castelli        | [ 13 ] |
| 2021 VIII edició dels Premis Platino | El olvido que seremos       | Diego López                     | [ 14 ] |
| 2021 VIII edició dels Premis Platino | Akelarre                    | Mikel Serrano                   |        |
| 2021 VIII edició dels Premis Platino | Las niñas                   | Mónica Bernuy                   |        |
| 2021 VIII edició dels Premis Platino | La Llorona                  | Sebastián Muñoz                 |        |
| 2022 IX edició dels Premis Platino   | Madres paralelas            | Antxón Gómez                    | [ 15 ] |
| 2022 IX edició dels Premis Platino   | Memoria                     | Angélica Perea                  | [ 16 ] |
| 2022 IX edició dels Premis Platino   | El buen patrón              | César Macarrón                  | [ 16 ] |
| 2022 IX edició dels Premis Platino   | El diablo entre las piernas | Sandra Flores, Alejandro García | [ 16 ] |